# 佛爷庙—新店台墓群
佛爷庙—新店台墓群，位于中国甘肃省敦煌市，为一个省级文物保护单位，类型为古墓葬。
佛爷庙—新店台墓群的历史年代为汉至唐。